# 안츠 피프
안츠 피프(에스토니아어: Ants Piip, 1884년 2월 28일 ~ 1942년 10월 1일)는 에스토니아의 정치인, 법조인, 외교관이다.

## 생애
에스토니아 빌리안디 주 출신이며 라트비아 쿨디가에서 교육을 받았다. 1908년부터 1913년까지 상트페테르부르크 대학교에서 법학과를 전공했고 1913년부터 1916년까지는 상트페테르부르크로부터 장학금을 받았다.
1917년 러시아 제국에서 일어난 2월 혁명 이후에 설립된 에스토니아 임시 의회 의원으로 선출되었으며 나중에 에스토니아의 의회인 리기코구(Riigikogu) 의원을 역임했다. 1917년부터 1919년까지 상트페테르부르크, 런던 주재 에스토니아 외교 공관에서 근무했다. 1919년에 열린 파리 강화 회의에서 에스토니아 대표로 참석했다.
1919년부터 1920년까지 에스토니아와 러시아 소비에트 연방 사회주의 공화국 간의 타르투 조약 협상에서 에스토니아 대표로 참석했고 1919년부터 1940년까지 타르투 대학교에서 국제법 교수로 근무했다. 1920년 12월 20일부터 1921년 1월 25일까지 에스토니아의 국가 총재를 역임했고 5차례(1919년, 1921년 ~ 1922년, 1925년 ~ 1926년, 1933년, 1939년 ~ 1940년)에 걸쳐 에스토니아의 외무부 장관을 역임했다.
1938년부터 1940년까지 에스토니아의 옛 하원인 대의원(Riigivolikogu) 의원을 역임했지만 1941년 6월 30일 소련 내무인민위원회(NKVD)에 의해 체포되었다. 1년 3개월이후 니로프(Nyrob) 굴라그에서 사망했다.